# Justin Hurwitz
Justin Hurwitz é um compositor e escritor estadunidense. Tornou-se reconhecido por seus trabalhos cinematográficos, ao lado do diretor Damien Chazelle, rendendo-lhe diversas indicações e prémios de cinema.

## Filmografia
- Guy and Madeline on a Park Bench (2009)
- The Simpsons (2011)
- The League (2011)
- Whiplash (2014)
- La La Land (2016)
- O Primeiro Homem (2018)
- Babilônia (2022)